# Milan Šedivý (rozhodčí)
Milan Šedivý (* 17. června 1967) je bývalý český fotbalový rozhodčí. Během 7 sezón v nejvyšší české soutěži soudcoval 95 zápasů a v 7 zápasech byl pomezní rozhodčí. V letech 2003–2005 byl mezinárodním rozhodčím FIFA, soudcoval přátelské utkání Maďarska s Estonskem v roce 2003.